# Pröbsten

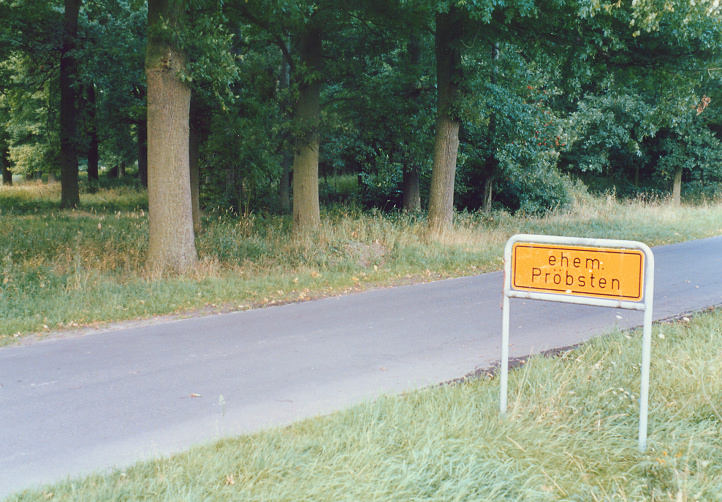
Ortsschild an der vorbeiführenden, neueren Straße, 1985

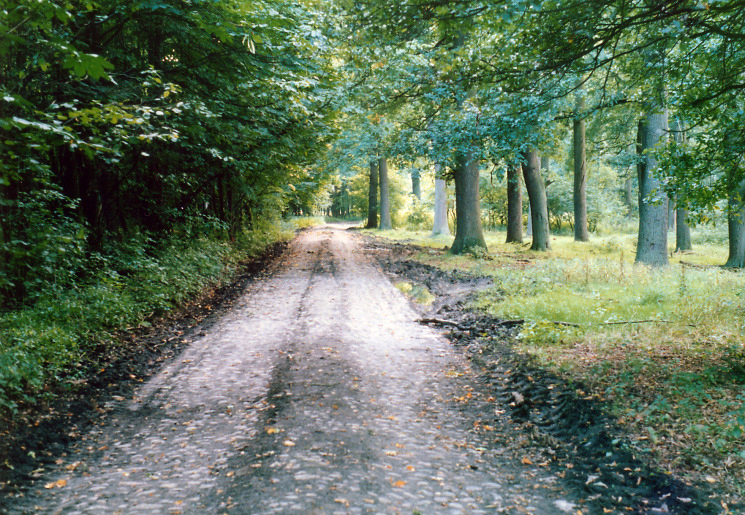
Frühere Dorfstraße mit Kopfsteinpflaster, 1985

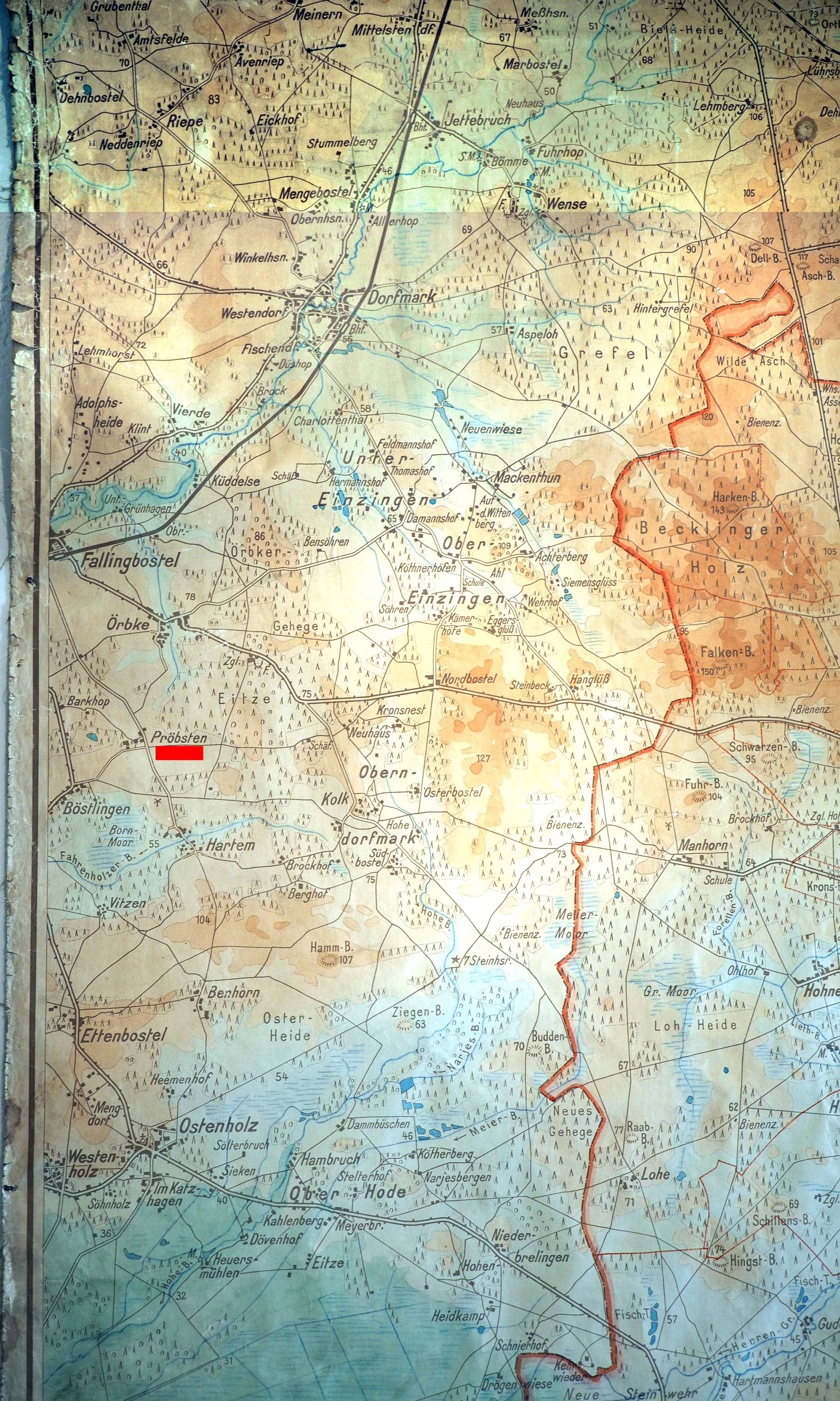
Historische Karte der Ostheidmark

Pröbsten ist ein Wohnplatz der Gemarkung Hartem im gemeindefreien Bezirk Osterheide im Landkreis Heidekreis. Pröbsten war ein Dorf im Altkreis Fallingbostel, gelegen in der Heidmark in Niedersachsen. Es gehörte zusammen mit Fahrenholz zur Gemeinde Böstlingen.

## Geschichte
Die erste urkundliche Erwähnung von Pröbsten befindet sich im Archiv des Klosters Walsrode. Sie erfolgte am 21. Dezember 1337, als der Dompropst Brünung zu Minden die Gemahlin des Knappen Albert Pröpsten mit den Victualgütern belehnte.
Aus den Urkunden des  Amtsbuches des Klosters Walsrode ist belegt, dass es ein Adelsgeschlecht „von Pröpsten“ gab. In Pröbsten lebten Heidebauern. Ein Erwerbszweig war vermutlich die Heidschnuckenhaltung, die bis in das 19. Jahrhundert in dieser Gegend weit verbreitet war.
Im Zuge der Errichtung des Truppenübungsplatzes Bergen erfolgte vom Sommer 1935 bis Mai 1936 die Umsiedlung der Bevölkerung und Räumung des gesamten Gebietes. Die Hofbesitzer wurden entschädigt, die Gebäude wurden zum größten Teil abgerissen (siehe Heidmark #Zerstörung der Ostheidmark in der Zeit des Nationalsozialismus). Nach dem Zweiten Weltkrieg wurden in den verbliebenen Gebäuden vorübergehend Heimatvertriebene untergebracht.

### Einwohnerentwicklung
Die Bauerschaft Böstlingen hatte folgende Einwohnerentwicklung:

1770 – 157 Einwohner

1821 – 207 Einwohner

1933 – 208 Einwohner